# Semasar
Semasar är ett berg i Armenien.   Det ligger i provinsen Vajots Dzor, i den sydöstra delen av landet, 100 kilometer öster om huvudstaden Jerevan. Toppen på Semasar är 3 170 meter över havet.
Terrängen runt Semasar är huvudsakligen kuperad. Runt Semasar är det ganska glesbefolkat, med 28 invånare per kvadratkilometer.. Närmaste större samhälle är Jermuk, 13,0 kilometer sydost om Semasar. 
Trakten runt Semasar består i huvudsak av gräsmarker.